# José Antonio Ramos Rubio
José Antonio Ramos Rubio (Cáceres, 19 de noviembre de 1963) es un escritor y profesor español. Doctor en Historia por la Universidad de Extremadura, es cronista oficial de Trujillo desde 1993y académico correspondiente de la Real Academia de la Historia de España desde 2013. También es académico correspondiente de la Real Academia de Extremadura de las Letras y las Artes.
Es autor de más de 200 libros, principalmente estudios histórico-artísticos de localidades cacereñas y biografías de políticos extremeños del siglo XIX, así como varias novelas históricas.

## Familia y formación
Hijo de Antonio Ramos Ciudad, fundador de la ONCE en Extremadura. Cursó estudios en su ciudad natal en el colegio de los jesuitas de la Encarnación y en el Sagrado Corazón de Jesús, donde comenzó a escribir en la revista que editaba el Colegio. 
Se licenció en Geografía e Historia en 1987 y se doctoró en 1995 con la tesis Escultura y pintura medievales en la diócesis de Plasencia.Durante sus estudios, participó en varias excavaciones arqueológicas en Extremadura y, en 1987, descubrió la villa romana de Jaraicejo. También se ocupó de reorganizar el pequeño museo sobre América del Convento de la Coria de Trujillo, con una beca de la Fundación Xavier de Salas, y participó en los proyectos de investigación "Tipología arquitectónica de la vivienda popular extremeña y su dimensión urbana", "Restauración de la iglesia parroquial de Santiago de Trujillo" y "Arquitectura Popular en Extremadura”.  

## Actividad como historiador y docente
Fue coordinador de Historia del grupo de trabajo del Centro de Interpretación de las Ciudades Medievales en Zamora, y participó en la organización del Primer Congreso Internacional del Románico Ciudad de Zamora. Fue posteriormente encargado por la Fundación “Hispania Nostra para la conservación del Patrimonio”, de Madrid.
Coordinó la V edición de la Feria Iberoamericana de Arte Contemporáneo “Foro Sur”, celebrada en Cáceres en 2005, y el foro sobre el proyecto América en España: Lazos Comunes, celebrado en el Museo de América en 2011.
Ha impartido clases en los institutos de enseñanza secundaria de Coria, Alcántara y Trujillo, durante dieciséis años. Durante seis años (1994-1999) fue tutor-coordinador de varios trabajos de investigación: "La Vía Dalmacia a su paso por Coria y Sierra de Gata", “La ruta de las juderías de Cáceres”, “El patrimonio religioso de Cáceres”, “Legado Histórico y Patrimonio Recuperado”. 

## Actividad en Trujillo
En 1986 entró en la junta directiva del Centro de Iniciativas Turísticas de Trujillo como coordinador y organizador de los Coloquios Históricos de Extremadura, cargo que ostentó hasta el año 2004. En 1999 comenzó a reorganizar el turismo en Trujillo, por lo que recibió en 2006 la mención honorífica de “Mejor Director de Turismo” por el Club del Buen Turismo de Barcelona. En el año 2005 aprobó por concurso de oposición la plaza de director de Turismo y asesor histórico del Ayuntamiento de Trujillo. Desde esos cargos ha dirigido la organización de numerosos eventos, entre ellos:
- Conmemoración en Trujillo del V Centenario del Descubrimiento de América. En la ciudad tuvo lugar en 1992 una reunión de embajadores iberoamericanos.[8]
- Encuentros Ibéricos de Municipios con Centro Histórico
- Jornadas de Centros de Gestión y Difusión de Bienes Culturales
- I Cumbre Hispano-Lusa láctea, en 2003
- Congreso de Turismo de Ciudades con núcleos históricos y Patrimoniales en 2005.[9]
- Congreso de la Asociación Española de Orientalistas en 2006

En 1993 fue nombrado cronista oficial de Trujillo.El año siguiente fue nombrado director de la revista Comarca de Trujillo, hasta octubre de 1999. También ha coordinado el certamen poético Ciudad de Trujillo, de 1997 a 1999. Actualmente, es asesor histórico artístico del Ayuntamiento y miembro de la Comisión del Plan Especial del Casco Histórico de la ciudad de Trujillo. 
Fue fundador y presidente de la Cofradía del Cristo Cautivo y San Juan de Trujillo, entre los años 1984 y 2002. En 1994 coordinó los actos conmemorativos del 50º aniversario de la fundación de la Hermandad de la Virgen de la Victoria de Trujillo, recuperando el NODO de la coronación de la patrona de Trujillo.Fue redactor de la memoria histórico-artística y documental para el nombramiento de la Semana Santa de Trujillo como fiesta de interés turístico regional en 2011.

## Trayectoria como escritor
Ramos ha publicado más de 200 libros, sobre todo estudios histórico-artísticos y guías turísticas de Trujillo y de otras localidades cacereñas, como la capital provincial, Torrejón el Rubio, Zorita, Santiago del Campo, Saucedilla, Pizarro, Herguijuela, Talaván, Cañamero, Conquista de la Sierra, Alcollarín, Casar de Cáceres, Villamesías, Garciaz, Aldeacentenera, Almoharín, Botija, Mirabel, Robledillo de Trujillo, Torrecillas de la Tiesa, La Aldea del Obispo, Zarza de Montánchez, Puerto de Santa Cruz, Santa Cruz de la Sierra, Pozuelo de Zarzón, Portezuelo, Aldea del Cano, Calzadilla, Casas de Miravete, Madroñera, Hoyos, Montehermoso, Mata de Alcántara, Almaraz,Ruanes, Yuste, Plasencia y El Torno. Fuera de Cáceres ha trabajado sobre Salvatierra de Santiago (Zamora) y Carmonita, Aljucén  y Torremayor (Badajoz).
También ha publicado biografías de personajes históricos extremeños, principalmente políticos como Juan Bravo Murillo, Álvaro Gómez Becerra, Diego Muñoz Torrero, Juan Muñoz Chaves, Antonio González y González, Antonio María Concha y Cano, José Moreno Nieto y José María Calatrava; así como el conquistador Diego García de Paredes, el magistrado Jacinto Jarcía-Monge, el médico Juan Bernardo Cuadrado y el militar Jacinto Ruiz de Mendoza. Se ha encargado además de la redacción de los catálogos de exposiciones que organizó de los artistas contemporáneos Ricardo Pecharromán, Miguel Sansón y Agustín Decórdoba.
Ha trabajado como corresponsal en Hoy y varios medios de comunicación locales. Entre los años 1994 y 1997 fue miembro del consejo editorial de la revista Extremadura y fundó la revista Ars et Sapientia. De 1997 a 2009 fue como vocal del consejo de publicaciones de la Institución Cultural "El Brocense", de la Diputación Provincial de Cáceres, formando parte también del consejo de redacción de la revista Alcántara.
Contribuyó al Diccionario Biográfico de la Real Academia de la Historia y a la Gran Enciclopedia Extremeña (1990). Ha redactado asimismo informes para bienes de interés cultural para la Real Academia de Extremadura de las Letras y las Artes.
En el campo de la ficción, ha publicado novelas históricas como El Tercero de Monteleón; El tinajero poeta, sobre Luis Chamizo;El comendador de las letras sobre Tirso de Molina;y El varón de Castilla sobre la Trujillo del siglo XV;